# Maranhão Atlético Clube
El Maranhão Atlético Clube és un club de futbol brasiler de la ciutat de São Luís a l'estat de Maranhão.

## Història
El Maranhão Atlético Clube va ser fundat el 24 de setembre de 1932. El 1937 guanyà el seu primer Campionat maranhense. El 1979 participà en el Campeonato Brasileiro Série A finalitzant a la 26a posició, repetint el 1980 on finalitzà 44è. El 2000 fou finalista de la Copa Norte essent derrotat pel São Raimundo a la final.

## Palmarès
- Campionat maranhense:
  - 1937, 1939, 1941, 1943, 1951, 1963, 1969, 1970, 1979, 1993, 1994, 1995, 1999, 2007, 2013